# フォーマル
| ウィキペディアには「フォーマル」という見出しの百科事典記事はありません（タイトルに「フォーマル」を含むページの一覧/「フォーマル」で始まるページの一覧）。 代わりにウィクショナリーのページ「formal」が役に立つかもしれません。 |